# Адміністративний устрій Пологівського району
Адміністративний устрій Пологівського району — адміністративно-територіальний устрій Пологівського району Запорізької області на 1 міську, 1 сільську громади та 7 сільських рад, які об'єднують 38 населених пунктів та підпорядковані Пологівській районній раді. Адміністративний центр — місто Пологи.

## Список громадПологівського району
- Воскресенська сільська громада
- Пологівська міська громада

## Список радПологівського району
| № | Назва                         | Центр            | Населені пункти                                                                                            | Площа км² | Місце за площею | Населення (2001), осіб. | Місце за населенням |
| - | ----------------------------- | ---------------- | --- | --------- | --------------- | ----------------------- | ------------------- |
| 1 | Вербівська сільська рада      | с. Вербове       | с. Вербове                                                                                                 |           |                 |                         |                     |
| 2 | Григорівська сільська рада    | с. Григорівка    | с. Григорівка                                                                                              |           |                 |                         |                     |
| 3 | Костянтинівська сільська рада | с. Костянтинівка | с. Костянтинівка с. Решетилівське с. Чумацьке                                                              |           |                 |                         |                     |
| 4 | Новоселівська сільська рада   | с. Новоселівка   | с. Новоселівка с. Межиріч с. Шевченка                                                                      |           |                 |                         |                     |
| 5 | Пологівська сільська рада     | с. Пологи        | с. Пологи с. Івана Франка                                                                                  |           |                 |                         |                     |
| 6 | Тарасівська сільська рада     | с. Тарасівка     | с. Тарасівка с. Андріївське с. Романівське с. Шевченкове                                                   |           |                 |                         |                     |
| 7 | Федорівська сільська рада     | с. Федорівка     | с. Федорівка с. Балочки с. Бурлацьке с. Золота Поляна с. Красноселівка с. Тернове с. Хліборобне с. Чкалова |           |                 |                         |                     |

* Примітки: м. — місто, смт — селище міського типу, с. — село, с-ще — селище